# Euless
Euless [ˈjuːlɪs] är en stad i Tarrant County i Texas. Orten har fått namn efter bosättaren Elisha Adam Euless. Vid 2010 års folkräkning hade Euless 51 277 invånare.